# Каламата
Каламата, некада Каламе (грч. Καλαμάτα, енгл. Kalamáta) град је у Грчкој и управно средиште округа Месинија у оквиру Периферије Пелопонез.

## Назив
Реч „Каламата“ је сложеница од две грчке речи „кала“ и „омата“ и преводу значи „прелепе очи“. Црква из времена Византије у близини данашњег града је посвећена „Богородици са прелепим очима“ и ту вероватно треба тражити разлог избора овог имена.

## Природни услови
Град Каламата се налази у југозападном делу грчког полуострва и историјске покрајине Пелопонез, као и у средишњем делу префектуре Месенија. Од престонице Атине град је удаљен 238 km. Град се сместио на врху Месинијског залива, у омањој приморској равници, са севера и истока затвореној планинама. Најважнија оближња планина је Тајгетус источно од града, висока преко 2.400 m н. в.
Клима у Каламати је средоземна са дугим жарким и сувим летима и благим и кишовитим зимама.

## Историја
Град Каламата је релативно млад за услове Грчке и он нема атичку историју. Прво насеље на месту данашњег града се јавило тек крајем 17. века, у време млетачке владавине Пелопонезом. Млечани се утврђују на овом месту и око дате мале тврђаве почиње се стварати градско насеље. Развој овог насеља није спречила ни промена власти 1715. године, када су Турци заузели ово подручје.
1821. године је почео Грчки устанак и Каламата је била један од првих градова које ослобађају Грци-устаници. Међутим, Турци су град повратили 1825. године и руше га до темеља. Савремена Грчка се оснива 1829. године и убрзо се Триполи почео развијати у значајан град у држави, пре свега захваљујући положају важне луке.
Током Другог светског рата, тачније током осваја Грчке од стране Немаца 1941. године, близу Каламате се одиграла важна битка између Немаца и одреда Уједињеног Краљевства. После рата град је неколико деценија таворио због плана о развоју севера Грчке, што довело до опадања значаја луке и стагнирања града. Међутим, од 70их година Каламата бележи значајан раст на свим пољима, нарочито током обнове после земљотреса из 1986.

## Становништво
Каламата данас има око 60.000 становника и око 100.000 у ширем градском подручју. Становништво града су углавном етнички Грци. На последња три пописа број становника се кретао на следећи начин:
| 1981.  | 1991.  | 2001.  |
| ------ | ------ | ------ |
| 42.075 | 43.625 | 61.373 |

Кретање броја становника у општини по пописима:
| 1991.  | 2001.  | 2011.  |
| ------ | ------ | ------ |
| 50.693 | 81.125 | 69.849 |

## Привреда
Каламата је важно трговачко-пословно и управно средиште ово дела Пелопонеза.
У Каламати постоје омањи погони лаке индустрије, а околина је крај познат по узгајању маслина.
Последњих деценија са изградњом савременог ауто-пута ка Атини и стварањем важног прометног чворишта од градске луке Каламата је почела значајније напредовати.